# Lago Holm
Holm (em sueco: Holmsjön) é um lago da Suécia, localizado na comuna de Ånge, no oeste da província de Medelpad, no norte da Suécia. 
Tem uma área de 51 km², uma profundidade máxima de 24 m, e está situado a 244 m acima do nível do mar. Fica localizado no curso do rio Ljungan.